# 유엔빌리지길
유엔빌리지길(UN Village-gil)은 서울특별시 용산구 한남동에 있는 도로로, 총 연장은 1.495 km이다. 도로의 명칭이 유래된 것은 유엔빌리지의 유래에 따라 도로명이 부여되었다.

## 역사
- 2011년 4월 15일 : 도로명으로 유엔빌리지길을 고시

## 주요 경유지
- 용산구
  - 한남동

## 접촉하는 도로
- 독서당로 (사실상 유일한 교차도로)

## 주요 건물 및 시설
- 머리빌딩 (유엔빌리지길 1/한남동 27-7)
- TWIN VILL A동 (유엔빌리지길 11/한남동 26-5)
- 찬협도시건축 (유엔빌리지길 28/한남동 271-7)
- 에스오디-5 (유엔빌리지길 36/한남동 315-3)
- DM타운 (유엔빌리지길 40/한남동 312-11)
- 유림유엔빌리지 (유엔빌리지길 42/한남동 1-295)
- 로얄튼빌라 (유엔빌리지길 53/한남동 1-297)
- 한남리버힐 (유엔빌리지길 62/한남동 390)
- 힐미드빌라 (유엔빌리지길 89/한남동 11-316)
- 한남국제연수원 (유엔빌리지길 127/한남동 1-9)
- 파인코트빌라 (유엔빌리지길 148/한남동 11-49)
- 루시드하우스 (유엔빌리지길 155/한남동 1-370)
- 한남리버뷰 (유엔빌리지길 156/한남동 11-261)
- 한남가든빌라 (유엔빌리지길 181/한남동 1-105)
- 중앙하이츠빌라 (유엔빌리지길 193/한남동 1-233)
- 준노블리안Ville (유엔빌리지길 204/한남동 1-47)
- 윈저하우스 (유엔빌리지길 244/한남동 1-34)
- 힐팰리스하우스빌 (유엔빌리지길 247/한남동 1-243)
- 형우스위트빌라 (유엔빌리지길 249/한남동 1-244)
- 피치빌 (유엔빌리지길 253/한남동 1-238)
- 썸미드하우스 (유엔빌리지길 259/한남동 1-239)
- 삼성한남빌라 (유엔빌리지길 267/한남동 1-23)
- 다이아몬드프라자 (유엔빌리지길 275/한남동 1-257)
- TWIN VILL B동 (유엔빌리지길 289/한남동 26-10)